# Diana (1940)
Diana byla šalupa Italského královského námořnictva. Projektována byla jako jako vládní jachta, pro válečné nasazení byla upravena. Ve službě v italském námořnictvu byla v letech 1940–1942. Účastnila se druhé světové války. Dne 29. června 1942 byla potopena britskou ponorkou.

## Stavba

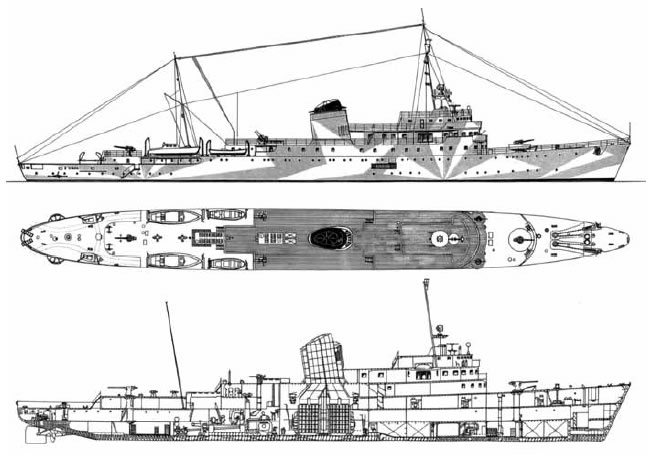
Diana

Šalupu postavila italská loděnice Cantieri Navali del Quarnaro (CNQ) ve Fiume. Stavba byla zahájena v květnu 1939, na vodu byla ponorka spuštěna 20. května 1940 a do služby byla přijata v listopadu 1940.

## Konstrukce
Výzbroj představovaly dva 102mm kanóny, šest 20mm kanónů a dva vrhače hlubinných pum. V případě potřeby šalupa mohla sloužit i ke kladení min. Pohonný systém tvořily čtyři tříbubnové kotle a dvě převodové turbíny o výkonu 30 000 hp, pohánějící dva lodní šrouby. Nejvyšší rychlost dosahovala 32 uzlů.

## Služba
Za druhé světové války sloužila zejména pro zásobovací mise, při kterých mohla využít své vysoké rychlosti. V červenci 1941 přepravila 11 torpédových člunů, které provedly neúspěšný útok na Maltu. Dne 29. června 1942 byla severně od Tobruku potopena britskou ponorkou HMS Thrasher (N37).